# Coenagrioninae
Coenagrioninae bezeichnet eine Unterfamilie der Schlanklibellen (Coenagrionidae) innerhalb der Libellen (Odonata).

## Merkmale
Die Coenagrioninae sind kleine Libellen mit einem schlanken und langgestreckten, beinahe nadelförmigen Abdomen und im Vergleich zu anderen Kleinlibellen relativ kurzen Beinen. Wie bei allen Schlanklibellen setzen die generell ungefärbten Flügel gestielt am Thorax an, die Länge dieses Schaftes ist die kürzeste aller Schlanklibellen. Die Abgrenzung zu Vertretern anderer Unterfamilien erfolgt vor allem anhand der Flügeladerung. Bei den Coenagrioninae ist das Flügeldreieck kurz und die Analvene trennt sich von der Flügelkante nahe der zweiten Antenodalquerader.
Die Weibchen besitzen, mit Ausnahme einiger Nehalennia-Arten, keinen abstehenden Dorn vor dem Legebohrer auf dem achten Abdominalsegment.

## Verbreitung
Die Coenagrioninae sind weltweit verbreitet, in Mitteleuropa ist diese Unterfamilie mit der artenreichen Gattung der Azurjungfern (Coenagrion), den Granataugen (Erythromma), sowie der Zwerglibelle (Nehalennia speciosa) und der Frühen Adonisjungfer (Pyrrhosoma nymphula) vertreten.

## Systematik
Neben der namensgebenden Typgattung Coenagrion beinhalten die Coenagrioninae Vertreter zwölf weiterer Gattungen. Das Taxon wurde 1890 von William Forsell Kirby eingerichtet.
- Argiallagma Calvert, 1907
- Austroagrion Tillyard, 1913
- Austrocoenagrion Kennedy, 1920
- Cercion Navas, 1907
- Chromagrion Needham, 1903
- Coenagrion Kirby, 1890 – Azurjungfern
- Erythromma Charpentier, 1840 – Granataugen
- Himalagrion Fraser, 1919
- Nehalennia Selys, 1850 – Zwerglibellen
- Neoerythromma Kennedy, 1920
- Paracercion Weekers & Dumont, 2004
- Psenderythromma Kennedy, 1920
- Pyrrhosoma Charpentier, 1840